# William H. Milliken

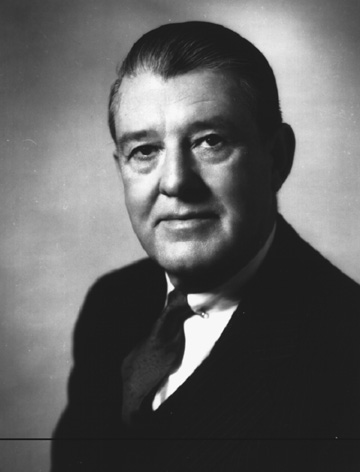
William H. Milliken

William H. Milliken (* 19. August 1897 in Philadelphia, Pennsylvania; † 4. Juli 1969 in Ridley Park, Pennsylvania) war ein US-amerikanischer Politiker. Zwischen 1959 und 1965 vertrat er den Bundesstaat Pennsylvania im US-Repräsentantenhaus.

## Werdegang
Im Jahr 1906 kam William Milliken nach Sharon Hill, wo er die öffentlichen Schulen besuchte. Danach absolvierte er das Drexel Institute in Philadelphia. In den folgenden Jahren war er Vorarbeiter im Baugewerbe und danach Verkaufsleiter der Zementfirma Whitehall Cement Manufacturing Co. Gleichzeitig schlug er als Mitglied der Republikanischen Partei eine politische Laufbahn ein. Er wurde Abgeordneter im Repräsentantenhaus von Pennsylvania und dann Gerichtsdiener im Delaware County. Zwischen 1948 und 1959 war er Ortsvorsteher in Sharon Hill.
Bei den Kongresswahlen des Jahres 1958 wurde Milliken im siebten Wahlbezirk von Pennsylvania in das US-Repräsentantenhaus in Washington, D.C. gewählt, wo er am 3. Januar 1959 die Nachfolge von Benjamin F. James antrat. Nach zwei Wiederwahlen konnte er bis zum 3. Januar 1965 drei Legislaturperioden im Kongress absolvieren. Diese Zeit war von den Ereignissen des Kalten Krieges und der Bürgerrechtsbewegung geprägt. Außerdem begann damals der Vietnamkrieg.
Im Jahr 1964 verzichtete William Milliken auf eine weitere Kandidatur. Er starb am 4. Juli 1969 in Ridley Park.